# Gegenschein

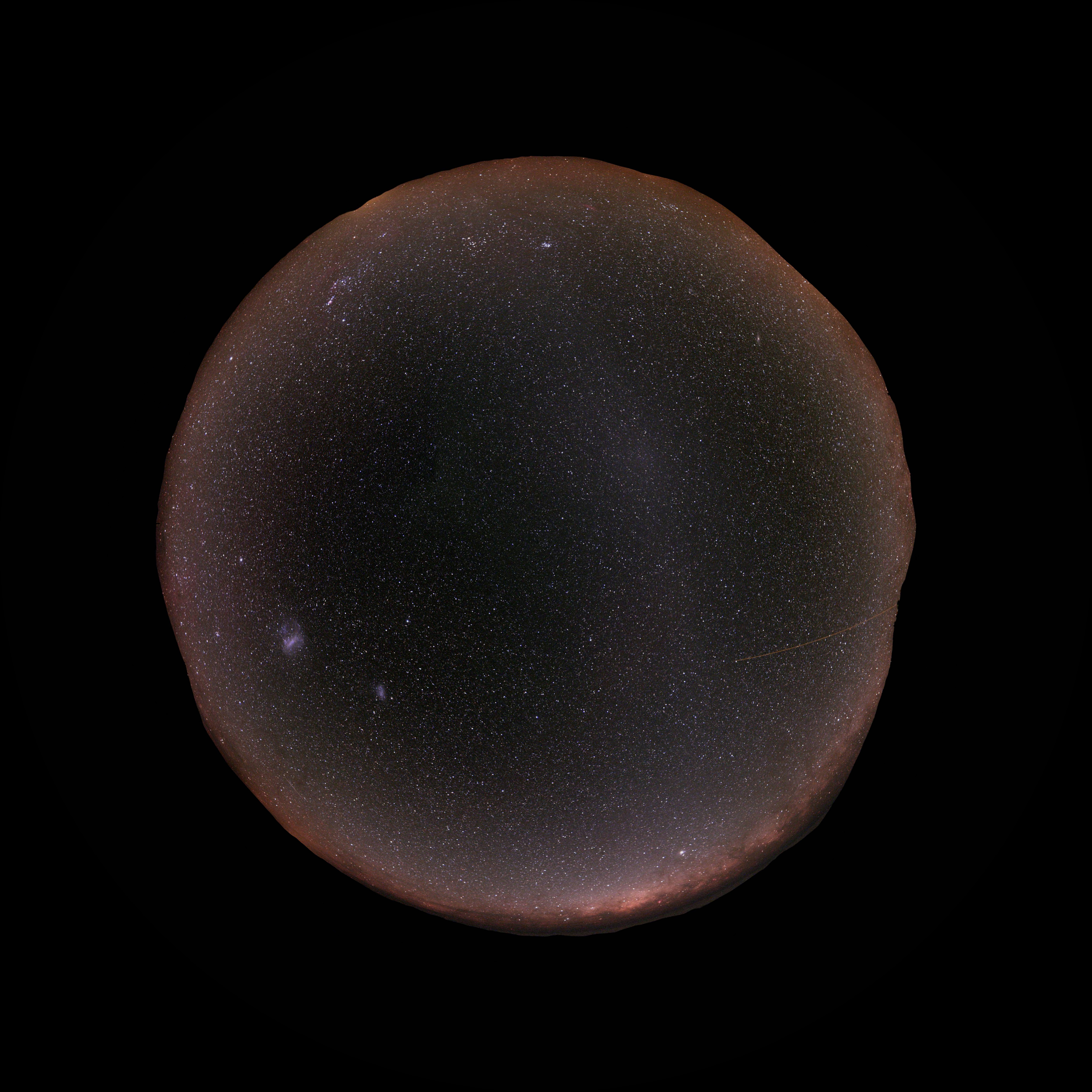
Gegenschein en el Observatorio de Cerro Paranal

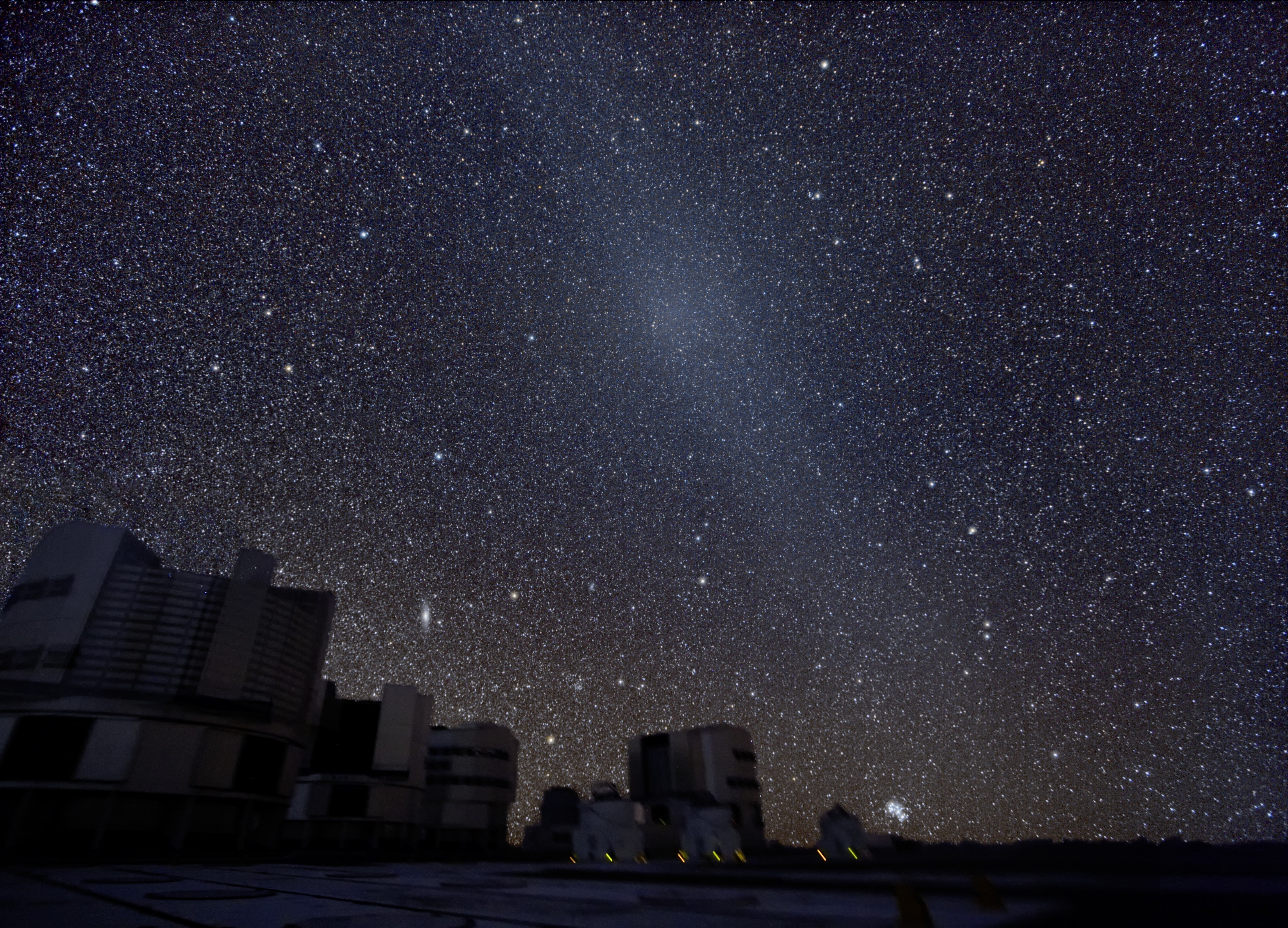
Gegenschein

Gegenschein  o luz antisolar (término en alemán que significa contra + brillo) es una débil luminosidad del cielo nocturno en la región de la eclíptica visible en la dirección opuesta al Sol.  Denominado así por Alexander von Humboldt, el fenómeno fue explicado en 1854 por el astrónomo danés Theodor Brorsen.

## Historia
El gegenschein fue descrito por primera vez por el astrónomo jesuita francés y profesor Esprit Pezenas (1692-1776) en 1730. Durante su viaje a América del Sur desde 1799 hasta 1803, el explorador alemán Alexander von Humboldt  hizo varias observaciones de este fenómeno. También fue Humboldt quien dio al fenómeno su nombre alemán, Gegenschein.
El astrónomo danés Theodor Brorsen publicó las primeras investigaciones a fondo del gegenschein en 1854. También fue el primero en observar que la luz zodiacal puede abrazar el cielo completo, aunque en condiciones casi perfectas, y que puede ser observado un débil puente de luz que conecta la luz zodiacal y el gegenschein. Además, Brorsen había propuesto ya la explicación correcta de la gegenschein (reflexiones de polvo interplanetario).
En tiempos modernos, el gegenschein no es visible en las regiones más pobladas del mundo debido a la contaminación lumínica.

## Observación
El gegenschein es tan débil que no puede verse si hay algo de luz de Luna o contaminación lumínica, o si aparece en la vecindad de la Vía Láctea. 
El fenómeno se manifiesta como una región oval, suavemente resplandeciente, de unos pocos grados de ancho y 10-15° de longitud, orientado a lo largo del plano de la eclíptica.

## Explicación
Como la luz zodiacal, el gegenschein es la luz del sol reflejada por el polvo interplanetario. En particular, el polvo que se encuentra en los puntos de Lagrange L4 y L5 del sistema Tierra-Luna. Así, este polvo interplanetario está girando alrededor de la Tierra a 60° antes y 60° después de la Luna, respectivamente. La luz zodiacal se observa en la dirección del Sol, al atardecer, mientras el gegenschein se ve en la dirección contraria. La intensidad del gegenschein es relativamente mejor cuando:
- cada partícula del polvo se ve en la fase lunar de Luna llena;
- la dispersión geométrica lleva a la interferencia constructiva.